# 福脇慶子
福脇 慶子（ふくわき けいこ、1968年10月11日 - ）は、日本の女性声優。三木プロダクション所属。埼玉県出身。血液型はA型。

## 出演作品

### テレビアニメ
- MONSTER（2005年、掃除婦）
- WHITE ALBUM（2009年、看護師長）

### ゲーム
2016年
- 薔薇に隠されしヴェリテ（クロエ[1]）

### 吹き替え
- アプレンティス/セレブたちのビジネスバトル
- アメリカンラバー
- アンダーキングダム
- アンダー戦記
- アンノウン
- イン・アマゾン
- WITHOUT A TRACE/FBI 失踪者を追え!（ディアンジェロ夫人）
- FCビーナス
- オールザット
- 寄生
- 救命医ハンク セレブ診療ファイル
- キング・コング
- クリミナル・マインド7 FBI行動分析課
- グレッグのおきて
- グレッグのダメ日記
- ゴースト 〜天国からのささやき
- ゴールスリー
- コールドケース
- コバート・アフェア CIA諜報員アニー（ダニエル・ブルックス）
- ザ・インタープリター
- ザ・ヒルズ
- THE FIRM ザ・ファーム 法律事務所（アレックス・クラーク〈トリシア・ヘルファー〉）
- ジーク アンド ルーサー
- ジェイミーの食育白書
- 七人のナナ
- ジャックとジル
- ジャック・メスリーヌ フランスで社会の敵No.1と呼ばれた男 Part2 ルージュ編
- 獣兵衛忍風帖
- シンソッキ・ブルース
- スーパーナチュラル
- セクシャリティ（エリー）
- 続ハリーズ・ロー 裏通り法律事務所
- 同窓会
- ツタン・カーメンの秘宝 失われた王宮/太陽の王子
- テロワール
- 20.30.40の恋
- 24 -TWENTY FOUR-
- となりのサインフェルド
- 爆裂都市
- バイオウルフ
- バッドニューベアーズ
- HAWAII FIVE-0（マーサ・トリヤマ）
- ハングオーバー! 消えた花ムコと史上最悪の二日酔い
- ハングオーバー!!! 最後の反省会（リンダ）
- PING PONG ピンポン
- 二人の王女
- プッシング・デイジー 〜恋するパイメーカー
- PROPHET
- ブラッドジェッド
- プロポーズ大作戦 〜Mission to Love
- ボア vs. パイソン
- WHITE ALBUM
- マイケルジャクソン イン ネバーエンディングストーリー
- 捨て犬マッカムの冒険
- ミディアム 霊能者アリソン・デュボア
- 身元不明
- ラブリーボーン
- 呂布与貂蝉
- 霊幻道士
- レリックハンター

### 舞台
- 孔雀館